# Museu d'història d'Ouidah
El museu d'història d'Ouidah és un museu de Benín situat a la ciutat d'Ouidah. Està situat en un antic fort portuguès del 1721 que rep el nom de São-Jão-Batista-de-Ajuda. La mostra està formada per 700 peces que mostren l'arqueologia, la història i les arts d'Ouidah. El museu va tenir 7414 visitants l'any 1995, 15.929 el 2000, 19.881 el 2005 i 23.211 el 2007.

## Història
El fort portuguesa São-Jão-Batista-de-Ajuda fou construït el 1721. És un edifici fortificat fins al 1816 i a continuació esdevingué una missió catòlica fins en 1893. El 1961 serví per celebrar la independència del país. Abans de marxar, els ocupants van incendiar els edificis. Per decret del 13 de novembre de 1964, el fort ha estat classificat de monument històric. S'ha restaurat amb l'ajuda financera de França i els Estats Units. Obrí les portes el 6 de setembre de 1967.

## Descripció
Allotjat a l'antiga residència del governador portuguès del fort, el museu té 11 sales que exposen objectes i adquirits des de 1967 pel museu, amb donatius de famílies notables de la ciutat, o amb l'ajuda de socis estrangers. Sobretot hi ha objectes de l'antic fort, del regne de Xwéda i del regne del Dahomey així com del comerç i el rapatriament dels esclaus.